# اخوت شیراز
اخوت شیراز نام یکی از مطبوعات استان فارس در دوران قاجاریه است.
این روزنامه از سال ۱۳۲۶ هـ. ق به وسیلهٔ عبدالکریم معروف‌لی، در شیراز به چاپ رسیده است.